# Barberton (Południowa Afryka)
Barberton – miasto, zamieszkane przez 48 505 ludzi, w Republice Południowej Afryki, w prowincji Mpumalanga.
Miasto zostało założone w roku 1882 w regionie złotonośnymm położone jest w dolinie De Kaap i otoczone górami Mkhonjwa. Leży 43 km na południe od Nelspruit i 360 km na wschód od Johannesburga.
Miasto zostało nazwane na cześć Grahama Barbera, który w czerwcu 1884 zgłosił władzom odkrycie złota na państwowej ziemi.